# Ninja Gaiden (arkadspel)
Ninja Gaiden, senare utgivet i Japan som Ninja Ryūkenden (忍者龍剣伝? lit. "Ninjadraksvärdlegenden") och i Europa som Shadow Warriors, är ett sidscrollande beat-'em-up-spel, ursprungligen utgivet av Tecmo som arkadspel.. Arkadspelet utvecklades och utgavs ungefär samtidigt som NES-spelet med samma namn, dock rör det sig om olika spel och bara några få likheter.

## Handling
Två ninjor duellerar i en kamp på liv och död. Den dödade ninjan visar sig vara Ryu Hayabusas far. Ryu ger sig ut för att ta reda på vem som mördade hans far, och varför. Ryu hamnar i USA, där han stöter på en arkeolog som arbetade tillsammans med Ryus far. Snart stöter Ryu även på skurken Jaquio som hotar att från ett uråldrigt slott släppa lös ondska i världen. Banorna är förlagda till platser som Los Angeles, Brooklyn, Las Vegas, North Carolina, Grand Canyon och en transkontinental järnväg.

### Fotnoter
1. ↑  ”500th Downloadable Wii Game Makes for a Smashing Holiday Season” (på engelska). Nintendo. 21 december 2009. Arkiverad från originalet den 24 december 2009. https://web.archive.org/web/20091224133733/http://www.nintendo.com/whatsnew/detail/rpQF_Q37xeLw8On2hEAtGy8gmJwnNYqd. Läst 21 maj 2009.
2. ↑  ”Ninja Gaiden” (på engelska). The International Arcade Museum. 14 mars 1988. http://www.arcade-museum.com/game_detail.php?game_id=8881. Läst 6 oktober 2013.
3. ↑  ”Ninja Gaiden (Release Data)” (på engelska). Gamefaqs. 14 mars 1988. Arkiverad från originalet den 5 juni 2012. https://web.archive.org/web/20120605193210/http://www.gamefaqs.com/arcade/568362-ninja-gaiden/data. Läst 21 maj 2015.
4. ↑  ”Ninja Gaiden at Hardcore Gaming 101 - Interview with Masato Kato” (på engelska). Hardcoregaming. 27 oktober 2009. Arkiverad från originalet den 16 maj 2015. https://web.archive.org/web/20150516045908/http://www.hardcoregaming101.net/ninjagaiden/ninjagaiden12.htm. Läst 21 maj 2015.  ”Kato: Both (the arcade and NES versions of Ninja Gaiden) were developed side by side on the same floor, at the same time. However, we only shared the same title, while each team developed their game as they pleased.”
5. ↑  ”Ninja Gaiden” (på engelska). Mobygames. 14 mars 1988. http://www.mobygames.com/game/ninja-gaiden____. Läst 21 maj 2015.